# 青春オーロラ・スピン スワンの涙
『青春オーロラ・スピン スワンの涙』（せいしゅんオーロラスピン スワンのなみだ）は、1989年4月10日から9月25日までフジテレビ系列で放送された大映テレビ・フジテレビ製作の連続テレビドラマ。宮沢りえの連続ドラマ初主演作。前年1988年にソウルオリンピックのシンクロナイズドスイミングで小谷実可子が銅メダルを獲得、同競技が注目されたことからドラマの題材に選ばれた。

## ストーリー
天才バレリーナであったミカは、アキレス腱を断裂したことによりバレエの道を断念。その後、父親の知人である翔子の勧めで、彼女がシンクロを指導しているスイミングクラブに入るが、ミカは幼少期のある出来事がトラウマとなり、水恐怖症になっていた。さらに、嫉妬心からオーナーの娘で、トップクラスのシンクロ選手である涼子や仲間たちからのいじめを受ける。しかし、翔子の厳しくも熱意ある指導で、やがてミカは水への恐怖心を克服し才能を開花させる。涼子たちからのいじめも乗り越えて、シンクロ選手として成長していく。

## 登場人物・キャスト
葉月ミカ
演 - 宮沢りえ
本作の主人公。16歳。天才少女バレリーナとして有名だったが、左足アキレス腱を切断によりその道を断念。仙台市で暮らしていたが森谷コーチのスカウトを受け、シンクロの選手になるため上京し草薙スイミングクラブ(以下、KSC)に加入する。幼い頃両親が離婚したため母親とは生き別れとなり、父・節也に育てられた。水恐怖症になる前の数年間スイミングスクールに通っていたため“カナヅチ”ではない。上京後は高校の1年B組の生徒として通い、KSCが入るスポーツクラブの寮で暮らし始める。作中では、アキレス腱の治療として酒マッサージをやるようになる。一見すると偉そうな一面もあり、芯が強く度胸もあり優しい性格で感情豊かだが、お人好しでよく他人のお節介を焼いてしまう。自分を捨てた母への怒りを力に変えて水恐怖症、左足アキレス腱に残る不安、皆より遅いシンクロとの出会いという大きな壁に立ち向かう。
草薙涼子
演 - 武田久美子　
KSCのオーナー令嬢。18歳の大学生。森谷が、KSCに加入したミカの指導にかかりきりになったことでライバルであるミカへの嫉妬や憎悪からいじめを繰り返すようになる。シンクロ選手で一番の実力者でプライドが高く自信家で、オーナーである母を持つため仲間から慕われると同時に畏怖の念も抱かれている。ストレス発散のため時々ディスコで踊っている。表向きはミカに親しく接しながらも、裏では様々な画策を立てクラブから追い出そうとする。大会ではチーム、デュエット、ソロでの優勝・3冠を獲得しナショナルチーム入りを目指す。

### ミカと涼子の家族
葉月節也（せつや）
演 - 村井国夫
ミカの父親。小さな貿易会社を経営しミカと2人で暮らしてきたが、冒頭で知人に騙されて破産する。ミカが物心つく前に妻と別れたが、娘には「お母さんはお前が生まれた後すぐに亡くなった」と伝えてきた。自身とミカを捨てて出ていった元妻のことを今でも許せずにいる。娘想いな明るい性格。破産後は外国で海外企業と交渉しながら、ミカや翔子と手紙や電話でやり取りする。その後帰国し会社を立て直し仙台で暮らしながら、ミカが出場する競技会に応援に駆けつける。
草薙洋平
演 - 寺泉憲
涼子の父親。家族3人で裕福な暮らしをしており、順子と結婚した頃シンクロ団体を発足させることを望んだ妻のために資金を出してKSCを設立した。朗らかな性格で涼子が出場するシンクロ競技会にいつも応援に駆けつけるなど可愛がっているが、順子に比べて娘を甘やかし気味で親馬鹿な面もある。順子との夫婦仲はいいが、涼子のシンクロに対する考え方の違いで時々意見が対立する。
草薙順子
演 - 柏木由紀子
涼子の母親。スポーツクラブ、KSCのオーナー。若い頃は東関東地区大会で優勝しナショナルチームに入るほどの実力があったが、道半ばで腰を傷めて現役を退いた過去がある。普段は穏やかな性格で冷静な言動をしているが、シンクロの指導時特にナショナルチーム入りを目指す娘には元選手としての目線で敢えて厳しい助言もする。バレエを諦め親元を離れて慣れないシンクロの世界に飛び込んだミカを温かく見守るが、それを良く思わない涼子との親子関係がギクシャクし始める。

### ミカの関係者
森谷翔子
演 - 五十嵐めぐみ
KSCのシンクロチーフコーチ。37歳。これまで他のコーチ陣と共に涼子たち生徒の指導に心血を注いできた。アキレス腱が切れたミカを強引に自分が指導するスイミングクラブに引き入れる。快活でサバサバした性格だがシンクロにかけては押しが強く、時にはビンタも辞さない厳しさを持つため生徒から陰で“鬼コーチ”と呼ばれる。以前から天才バレエ少女だったミカの公演を見に足を運び、彼女にシンクロ選手としての素質を感じており、シンクロで命のきらめきを表現することを重視し彼女の指導にあたる。
清水健吾
演 - 南渕一輝
仙台在住でミカのバレエ時代からの友人。ミカ父子とは家族ぐるみで親しくしてきたが、自身の父が事業に失敗し節也に保証人になってもらい借金を負わせた後失踪する。上京後は花屋で働きながらミュージカルスターを目指しダンスレッスンに通う。以前からミカに好意を寄せており、仕事の配達中に彼女に偶然出会ったりスイミングスクールに訪れるなどして時々交流を続ける。
藤沢稔
演 - 竹内力
KSC所属の男子選手。シンクロを始めた直後のミカが寮から脱走した日に偶然出会い、好意を寄せ始める。勉強は苦手だがスポーツ好きで、特に競泳の100m自由形が得意。趣味はバイクで走ることでホンダ・NSRを愛用している。普段は気のいい性格でチャラチャラしてそうな感じだが、競泳の練習に関してはひたむきでプールが使えない時も広場で1人黙々とダッシュなどをこなしている。健吾とはミカの恋のライバルと張り合いながらも友達のように親しくなる。ある時バイクに乗っていた所子供を避けようとして事故を起こしてしまう。
老婦人・厚子
演 - 南田洋子
シンクロ選手だった翔子のかつての恩師。現在は伊豆のリハビリセンターでリハビリ生活をしている。ある騒動の後、クラブを抜け出して偶然伊豆に来たミカに出会い数日間シンクロを教える。普段は物静かな性格だがシンクロの指導では翔子と似たような熱血タイプの厳しい教え方をする。普段の歩行用の杖は、ミカを指導時の悪い所を指摘する道具としても使っている。

### KSCの生徒
椎葉冴子
演 - 越智静香
涼子と特に親しいメンバーで選手としては涼子に次ぐNO.2の実力を持つ。森谷がミカへの指導に専念し始めたことに納得がいかず涼子と手を組みミカへのいじめを行っている。ミカを嵌めるための周りに嘘を広めたりある時盗難騒ぎが起きた時に濡れ衣を着せるなどするようになる。しかし後に和解し、ミカの良き理解者となる。
田中典子
演 - 田谷知子
涼子と親しいメンバーの1人。KSCのシンクロチームの中で高身長な生徒。涼子たちと一緒になってミカの陰口や不満を口にする。東関東地区大会で千絵と組んでジュニア部門デュエットで出場した後、涼子とデュエットを組むなどそこそこ実力がある。
福島可奈子
演 - 和久井映見
涼子と親しいメンバーの1人。水恐怖症なのに森谷から目をかけられるミカを心良く思っていないが、冴子ほど陰湿なことはせず根は悪くない。後日起きた稔の事故を冴子と一緒に目撃するが、順子に事実を打ち明けたことで涼子たちからいびられ始める。東日本大会のチームの一人として出場する。
小林千絵
演 - 小林彩子
高校ではミカと同じクラスに所属し、クラブに入った彼女の最初の友人となる。素直な性格で思いやりと正義感があり、ミカが涼子たちからいびられるたびにかばおうとする。実家は電気店を経営し両親と妹の4人家族。典子と同じくらい身長が高い。東日本大会のチームの一人として出場する。
中村景子
演 - 桜井幸子
ミカと早い段階で親しくなる。ある日両親の仲が悪くなって父親が家に帰らなくなり、その原因をシンクロをする自分のせいと感じて悩む。東日本大会のチームの一人として出場する。尊敬する人は、小谷実可子。
梶原明子おおしまあきこ
演 - 時田成美
ミカと早い段階で親しくなりかけるが、直後に涼子の取巻きにそそのかされて涼子派になってしまう。練習は頑張っているがシンクロの演技があまり上手くなく、代表チームから外されそうなギリギリのレベルにいることを不安に思っている。東関東地区大会で景子とデュエットを組んで出場する。
根元ヒロミ
演 - 新田まゆみ
高橋真樹
演 - 藤重麻奈美

### その他出演者
可奈子の母
演 - 立石凉子
可奈子が幼い頃に離婚した後、ブティックを経営して女手一つで娘を育ててきた。シンクロに打込む可奈子を応援しており、ある日店にやって来たミカと娘の練習時の様子について会話する。
その他
演 - 大石吾朗、小島聖、小谷ゆみ、木内マキ、小川乃リ子、宮村美貴子
ナレーター：鈴木弘子

## スタッフ
- 脚本：江連卓 （全話担当）
- 演出：土屋統吾郎、岡本弘、小島穹、寺山彰男
- 企画：亀山千広、中尾嘉伸
- プロデューサー：柳田博美、千原博司
- 音楽：真鍋平太郎
- 制作：大映テレビ、フジテレビ

## 主題歌
- ｢ひとりぼっちに帰らない｣ 歌：仲村知夏（キングレコード）

## サブタイトル
| 話数 | 放送日         | サブタイトル               | 監督       | 視聴率 |
| ---- | -------------- | -------------------------- | ---------- | ------ |
| 1    | 1989年 4月10日 | 誕生! 水の妖精             | 土屋統吾郎 | 10.7%  |
| 2    | 4月17日        | 運命の迷い子               | 土屋統吾郎 | 10.6%  |
| 3    | 4月24日        | 水恐怖症の秘密             | 岡本弘     | 9.6%   |
| 4    | 5月1日         | 嵐の中のバレリーナ         | 岡本弘     | 9.5%   |
| 5    | 5月8日         | ゼロからの出発!            | 小島穹     | 10.8%  |
| 6    | 5月15日        | 仕組まれた休日             | 小島穹     | 10.0%  |
| 7    | 5月22日        | ひとりぼっちの戦い         | 岡本弘     | 11.2%  |
| 8    | 5月29日        | 鬼コーチとの絆             | 岡本弘     | 9.2%   |
| 9    | 6月5日         | 水着は脱がない             | 小島穹     | 13.2%  |
| 10   | 6月12日        | 愛憎のプールサイド         | 土屋統吾郎 | 9.2%   |
| 11   | 6月19日        | 大波乱の東関東地区大会     | 土屋統吾郎 | 13.1%  |
| 12   | 6月26日        | 狙われたアキレス腱         | 土屋統吾郎 | 9.6%   |
| 13   | 7月3日         | 更衣室のワナ               | 岡本弘     | 11.4%  |
| 14   | 7月10日        | 失意のクラブ追放           | 岡本弘     | 12.7%  |
| 15   | 7月17日        | ミカは今どこに             | 小島穹     | 11.8%  |
| 16   | 7月24日        | 水着に秘めた真実           | 小島穹     | 12.5%  |
| 17   | 7月31日        | 母かもしれない…            | 土屋統吾郎 | 13.9%  |
| 18   | 8月7日         | 涙は明日への絆             | 土屋統吾郎 | 13.5%  |
| 19   | 8月14日        | 初めてのプレッシャー       | 岡本弘     | 12.2%  |
| 20   | 8月21日        | 天才少女衝撃のデビュー     | 岡本弘     | 14.9%  |
| 21   | 8月28日        | ミカだけは許せない!        | 小島穹     | 13.1%  |
| 22   | 9月4日         | 目の前に母がいる!          | 小島穹     | 14.7%  |
| 23   | 9月11日        | ミカ最後の試練             | 寺山彰男   | 12.0%  |
| 24   | 9月18日        | 命を賭けた説得             | 土屋統吾郎 | 16.3%  |
| 25   | 9月25日        | さらばミカ、夢はバルセロナ | 土屋統吾郎 | 13.7%  |